# Akamir
Akamir (gr. Ἀκάμηρος) – żyjący pod koniec VIII wieku władca osiadłego w Tesalii słowiańskiego plemienia Welegezytów, znany z kroniki Teofana Wyznawcy.
W marcu 799 roku wmieszał się w spisek greckich dowódców przeciwko cesarzowej Irenie. Konspiratorzy planowali uwolnić więzionych w Atenach synów Konstantyna V, a następnie wprowadzić jednego z nich na tron w Konstantynopolu. Irena dowiedziała się jednak zawczasu o spisku i nakazała oślepić zagrażających jej pretendentów do tronu. Dalsze losy Akamira są nieznane.